# Stayin' Alive
Stayin' Alive is een nummer geschreven door de broers Barry, Robin en Maurice Gibb. Als single werd het lied een hit voor onder meer de Bee Gees en N-Trance & Ricardo da Force.

## Bee Gees
Stayin' Alive is een single van de Australische popgroep Bee Gees. Het nummer werd geschreven voor de soundtrack van de film Saturday Night Fever en is een van de herkenbaarste van de groep, mede dankzij het gebruik van het nummer als beginmelodie van Saturday Night Fever.

### Hitnoteringen

#### Nederlandse Top 40
| Hitnotering: 11-02-1978 t/m 27-05-1978 | Hitnotering: 11-02-1978 t/m 27-05-1978 | Hitnotering: 11-02-1978 t/m 27-05-1978 | Hitnotering: 11-02-1978 t/m 27-05-1978 | Hitnotering: 11-02-1978 t/m 27-05-1978 | Hitnotering: 11-02-1978 t/m 27-05-1978 | Hitnotering: 11-02-1978 t/m 27-05-1978 | Hitnotering: 11-02-1978 t/m 27-05-1978 | Hitnotering: 11-02-1978 t/m 27-05-1978 | Hitnotering: 11-02-1978 t/m 27-05-1978 | Hitnotering: 11-02-1978 t/m 27-05-1978 | Hitnotering: 11-02-1978 t/m 27-05-1978 | Hitnotering: 11-02-1978 t/m 27-05-1978 | Hitnotering: 11-02-1978 t/m 27-05-1978 | Hitnotering: 11-02-1978 t/m 27-05-1978 | Hitnotering: 11-02-1978 t/m 27-05-1978 | Hitnotering: 11-02-1978 t/m 27-05-1978 | Hitnotering: 11-02-1978 t/m 27-05-1978 |
| Week:                                  | 1                                      | 2                                      | 3                                      | 4                                      | 5                                      | 6                                      | 7                                      | 8                                      | 9                                      | 10                                     | 11                                     | 12                                     | 13                                     | 14                                     | 15                                     | 16                                     |                                        |
| -------------------------------------- | -------------------------------------- | -------------------------------------- | -------------------------------------- | -------------------------------------- | -------------------------------------- | -------------------------------------- | -------------------------------------- | -------------------------------------- | -------------------------------------- | -------------------------------------- | -------------------------------------- | -------------------------------------- | -------------------------------------- | -------------------------------------- | -------------------------------------- | -------------------------------------- | -------------------------------------- |
| Positie:                               | 24                                     | 13                                     | 10                                     | 9                                      | 6                                      | 4                                      | 3                                      | 2                                      | 1                                      | 1                                      | 1                                      | 8                                      | 12                                     | 28                                     | 31                                     | 39                                     | uit                                    |

#### NederlandseSingle Top 100
| Hitnotering: (Week 1 t/m 14) 18-02-1978 t/m 20-05-1978 Hitnotering: (Week 15 t/m 18) 03-06-1978 t/m 24-06-1978 | Hitnotering: (Week 1 t/m 14) 18-02-1978 t/m 20-05-1978 Hitnotering: (Week 15 t/m 18) 03-06-1978 t/m 24-06-1978 | Hitnotering: (Week 1 t/m 14) 18-02-1978 t/m 20-05-1978 Hitnotering: (Week 15 t/m 18) 03-06-1978 t/m 24-06-1978 | Hitnotering: (Week 1 t/m 14) 18-02-1978 t/m 20-05-1978 Hitnotering: (Week 15 t/m 18) 03-06-1978 t/m 24-06-1978 | Hitnotering: (Week 1 t/m 14) 18-02-1978 t/m 20-05-1978 Hitnotering: (Week 15 t/m 18) 03-06-1978 t/m 24-06-1978 | Hitnotering: (Week 1 t/m 14) 18-02-1978 t/m 20-05-1978 Hitnotering: (Week 15 t/m 18) 03-06-1978 t/m 24-06-1978 | Hitnotering: (Week 1 t/m 14) 18-02-1978 t/m 20-05-1978 Hitnotering: (Week 15 t/m 18) 03-06-1978 t/m 24-06-1978 | Hitnotering: (Week 1 t/m 14) 18-02-1978 t/m 20-05-1978 Hitnotering: (Week 15 t/m 18) 03-06-1978 t/m 24-06-1978 | Hitnotering: (Week 1 t/m 14) 18-02-1978 t/m 20-05-1978 Hitnotering: (Week 15 t/m 18) 03-06-1978 t/m 24-06-1978 | Hitnotering: (Week 1 t/m 14) 18-02-1978 t/m 20-05-1978 Hitnotering: (Week 15 t/m 18) 03-06-1978 t/m 24-06-1978 | Hitnotering: (Week 1 t/m 14) 18-02-1978 t/m 20-05-1978 Hitnotering: (Week 15 t/m 18) 03-06-1978 t/m 24-06-1978 | Hitnotering: (Week 1 t/m 14) 18-02-1978 t/m 20-05-1978 Hitnotering: (Week 15 t/m 18) 03-06-1978 t/m 24-06-1978 | Hitnotering: (Week 1 t/m 14) 18-02-1978 t/m 20-05-1978 Hitnotering: (Week 15 t/m 18) 03-06-1978 t/m 24-06-1978 | Hitnotering: (Week 1 t/m 14) 18-02-1978 t/m 20-05-1978 Hitnotering: (Week 15 t/m 18) 03-06-1978 t/m 24-06-1978 | Hitnotering: (Week 1 t/m 14) 18-02-1978 t/m 20-05-1978 Hitnotering: (Week 15 t/m 18) 03-06-1978 t/m 24-06-1978 | Hitnotering: (Week 1 t/m 14) 18-02-1978 t/m 20-05-1978 Hitnotering: (Week 15 t/m 18) 03-06-1978 t/m 24-06-1978 | Hitnotering: (Week 1 t/m 14) 18-02-1978 t/m 20-05-1978 Hitnotering: (Week 15 t/m 18) 03-06-1978 t/m 24-06-1978 | Hitnotering: (Week 1 t/m 14) 18-02-1978 t/m 20-05-1978 Hitnotering: (Week 15 t/m 18) 03-06-1978 t/m 24-06-1978 | Hitnotering: (Week 1 t/m 14) 18-02-1978 t/m 20-05-1978 Hitnotering: (Week 15 t/m 18) 03-06-1978 t/m 24-06-1978 | Hitnotering: (Week 1 t/m 14) 18-02-1978 t/m 20-05-1978 Hitnotering: (Week 15 t/m 18) 03-06-1978 t/m 24-06-1978 | Hitnotering: (Week 1 t/m 14) 18-02-1978 t/m 20-05-1978 Hitnotering: (Week 15 t/m 18) 03-06-1978 t/m 24-06-1978 |
| Week: | 1 | 2 | 3 | 4 | 5 | 6 | 7 | 8 | 9 | 10 | 11 | 12 | 13 | 14 | | 15 | 16 | 17 | 18 | |
| --- | --- | --- | --- | --- | --- | --- | --- | --- | --- | --- | --- | --- | --- | --- | --- | --- | --- | --- | --- | --- |
| Positie: | 30 | 8 | 8 | 4 | 4 | 3 | 4 | 4 | 5 | 5 | 6 | 7 | 16 | 20 | uit | 35 | 33 | 43 | 36 | uit |

#### VlaamseRadio 2 Top 30
| Hitnotering: 25-02-1978 t/m 27-05-1978 | Hitnotering: 25-02-1978 t/m 27-05-1978 | Hitnotering: 25-02-1978 t/m 27-05-1978 | Hitnotering: 25-02-1978 t/m 27-05-1978 | Hitnotering: 25-02-1978 t/m 27-05-1978 | Hitnotering: 25-02-1978 t/m 27-05-1978 | Hitnotering: 25-02-1978 t/m 27-05-1978 | Hitnotering: 25-02-1978 t/m 27-05-1978 | Hitnotering: 25-02-1978 t/m 27-05-1978 | Hitnotering: 25-02-1978 t/m 27-05-1978 | Hitnotering: 25-02-1978 t/m 27-05-1978 | Hitnotering: 25-02-1978 t/m 27-05-1978 | Hitnotering: 25-02-1978 t/m 27-05-1978 | Hitnotering: 25-02-1978 t/m 27-05-1978 | Hitnotering: 25-02-1978 t/m 27-05-1978 | Hitnotering: 25-02-1978 t/m 27-05-1978 |
| Week:                                  | 1                                      | 2                                      | 3                                      | 4                                      | 5                                      | 6                                      | 7                                      | 8                                      | 9                                      | 10                                     | 11                                     | 12                                     | 13                                     | 14                                     |                                        |
| -------------------------------------- | -------------------------------------- | -------------------------------------- | -------------------------------------- | -------------------------------------- | -------------------------------------- | -------------------------------------- | -------------------------------------- | -------------------------------------- | -------------------------------------- | -------------------------------------- | -------------------------------------- | -------------------------------------- | -------------------------------------- | -------------------------------------- | -------------------------------------- |
| Positie:                               | 6                                      | 9                                      | 7                                      | 3                                      | 4                                      | 2                                      | 2                                      | 2                                      | 2                                      | 7                                      | 6                                      | 8                                      | 16                                     | 27                                     | uit                                    |

#### Evergreen Top 1000
| Evergreen Top 1000 "Stayin' Alive" | Evergreen Top 1000 "Stayin' Alive" | Evergreen Top 1000 "Stayin' Alive" | Evergreen Top 1000 "Stayin' Alive" | Evergreen Top 1000 "Stayin' Alive" | Evergreen Top 1000 "Stayin' Alive" | Evergreen Top 1000 "Stayin' Alive" | Evergreen Top 1000 "Stayin' Alive" | Evergreen Top 1000 "Stayin' Alive" | Evergreen Top 1000 "Stayin' Alive" | Evergreen Top 1000 "Stayin' Alive" |
| Jaar                               | 2008                               | 2009                               | 2010                               | 2011                               | 2012                               | 2013                               | 2014                               | 2015                               | 2016                               | 2017                               |
| ---------------------------------- | ---------------------------------- | ---------------------------------- | ---------------------------------- | ---------------------------------- | ---------------------------------- | ---------------------------------- | ---------------------------------- | ---------------------------------- | ---------------------------------- | ---------------------------------- |
| Positie                            | -                                  | -                                  | -                                  | -                                  | -                                  | -                                  | -                                  | 483                                | 697                                | 664                                |

#### NPO Radio 2 Top 2000
| Nummer met noteringen in de NPO Radio 2 Top 2000 | '99 | '00 | '01 | '02 | '03 | '04 | '05 | '06 | '07 | '08 | '09 | '10 | '11 | '12 | '13 | '14 | '15 | '16 | '17 | '18 | '19 | '20 | '21 | '22 | '23 | '24 |
| ------------------------------------------------ | --- | --- | --- | --- | --- | --- | --- | --- | --- | --- | --- | --- | --- | --- | --- | --- | --- | --- | --- | --- | --- | --- | --- | --- | --- | --- |
| Stayin' Alive                                    | 108 | 153 | 101 | 255 | 284 | 277 | 409 | 434 | 503 | 357 | 489 | 407 | 455 | 633 | 533 | 579 | 525 | 399 | 388 | 481 | 522 | 480 | 470 | 474 | 495 | 353 |

1. ↑  Een vetgedrukt getal geeft de hoogste notering aan.

## N-Trance & Ricardo da Force
In 1995 maakte de Britse eurodancegroep N-Trance een dance/housenummer van Stayin' Alive. De rap op de single wordt verzorgd door de Britse rapper Ricardo da Force.

### Hitnoteringen

#### Nederlandse Top 40
| Hitnotering: 07-10-1995 t/m 11-11-1995 | Hitnotering: 07-10-1995 t/m 11-11-1995 | Hitnotering: 07-10-1995 t/m 11-11-1995 | Hitnotering: 07-10-1995 t/m 11-11-1995 | Hitnotering: 07-10-1995 t/m 11-11-1995 | Hitnotering: 07-10-1995 t/m 11-11-1995 | Hitnotering: 07-10-1995 t/m 11-11-1995 | Hitnotering: 07-10-1995 t/m 11-11-1995 |
| Week:                                  | 1                                      | 2                                      | 3                                      | 4                                      | 5                                      | 6                                      |                                        |
| -------------------------------------- | -------------------------------------- | -------------------------------------- | -------------------------------------- | -------------------------------------- | -------------------------------------- | -------------------------------------- | -------------------------------------- |
| Positie:                               | 30                                     | 19                                     | 16                                     | 16                                     | 22                                     | 26                                     | uit                                    |

#### NederlandseSingle Top 100
| Hitnotering: 07-10-1995 t/m 18-11-1995 | Hitnotering: 07-10-1995 t/m 18-11-1995 | Hitnotering: 07-10-1995 t/m 18-11-1995 | Hitnotering: 07-10-1995 t/m 18-11-1995 | Hitnotering: 07-10-1995 t/m 18-11-1995 | Hitnotering: 07-10-1995 t/m 18-11-1995 | Hitnotering: 07-10-1995 t/m 18-11-1995 | Hitnotering: 07-10-1995 t/m 18-11-1995 | Hitnotering: 07-10-1995 t/m 18-11-1995 |
| Week:                                  | 1                                      | 2                                      | 3                                      | 4                                      | 5                                      | 6                                      | 7                                      |                                        |
| -------------------------------------- | -------------------------------------- | -------------------------------------- | -------------------------------------- | -------------------------------------- | -------------------------------------- | -------------------------------------- | -------------------------------------- | -------------------------------------- |
| Positie:                               | 23                                     | 16                                     | 12                                     | 12                                     | 15                                     | 26                                     | 36                                     | uit                                    |

#### VlaamseUltratop 50
| Hitnotering: (Week 1 t/m 13) 07-10-1995 t/m 30-12-1995 Hitnotering (Week 14) 20-01-1996 | Hitnotering: (Week 1 t/m 13) 07-10-1995 t/m 30-12-1995 Hitnotering (Week 14) 20-01-1996 | Hitnotering: (Week 1 t/m 13) 07-10-1995 t/m 30-12-1995 Hitnotering (Week 14) 20-01-1996 | Hitnotering: (Week 1 t/m 13) 07-10-1995 t/m 30-12-1995 Hitnotering (Week 14) 20-01-1996 | Hitnotering: (Week 1 t/m 13) 07-10-1995 t/m 30-12-1995 Hitnotering (Week 14) 20-01-1996 | Hitnotering: (Week 1 t/m 13) 07-10-1995 t/m 30-12-1995 Hitnotering (Week 14) 20-01-1996 | Hitnotering: (Week 1 t/m 13) 07-10-1995 t/m 30-12-1995 Hitnotering (Week 14) 20-01-1996 | Hitnotering: (Week 1 t/m 13) 07-10-1995 t/m 30-12-1995 Hitnotering (Week 14) 20-01-1996 | Hitnotering: (Week 1 t/m 13) 07-10-1995 t/m 30-12-1995 Hitnotering (Week 14) 20-01-1996 | Hitnotering: (Week 1 t/m 13) 07-10-1995 t/m 30-12-1995 Hitnotering (Week 14) 20-01-1996 | Hitnotering: (Week 1 t/m 13) 07-10-1995 t/m 30-12-1995 Hitnotering (Week 14) 20-01-1996 | Hitnotering: (Week 1 t/m 13) 07-10-1995 t/m 30-12-1995 Hitnotering (Week 14) 20-01-1996 | Hitnotering: (Week 1 t/m 13) 07-10-1995 t/m 30-12-1995 Hitnotering (Week 14) 20-01-1996 | Hitnotering: (Week 1 t/m 13) 07-10-1995 t/m 30-12-1995 Hitnotering (Week 14) 20-01-1996 | Hitnotering: (Week 1 t/m 13) 07-10-1995 t/m 30-12-1995 Hitnotering (Week 14) 20-01-1996 | Hitnotering: (Week 1 t/m 13) 07-10-1995 t/m 30-12-1995 Hitnotering (Week 14) 20-01-1996 | Hitnotering: (Week 1 t/m 13) 07-10-1995 t/m 30-12-1995 Hitnotering (Week 14) 20-01-1996 |
| Week:                                                                                   | 1                                                                                       | 2                                                                                       | 3                                                                                       | 4                                                                                       | 5                                                                                       | 6                                                                                       | 7                                                                                       | 8                                                                                       | 9                                                                                       | 10                                                                                      | 11                                                                                      | 12                                                                                      | 13                                                                                      |                                                                                         | 14                                                                                      |                                                                                         |
| --------------------------------------------------------------------------------------- | --------------------------------------------------------------------------------------- | --------------------------------------------------------------------------------------- | --------------------------------------------------------------------------------------- | --------------------------------------------------------------------------------------- | --------------------------------------------------------------------------------------- | --------------------------------------------------------------------------------------- | --------------------------------------------------------------------------------------- | --------------------------------------------------------------------------------------- | --------------------------------------------------------------------------------------- | --------------------------------------------------------------------------------------- | --------------------------------------------------------------------------------------- | --------------------------------------------------------------------------------------- | --------------------------------------------------------------------------------------- | --------------------------------------------------------------------------------------- | --------------------------------------------------------------------------------------- | --------------------------------------------------------------------------------------- |
| Positie:                                                                                | 23                                                                                      | 15                                                                                      | 15                                                                                      | 13                                                                                      | 10                                                                                      | 8                                                                                       | 9                                                                                       | 10                                                                                      | 22                                                                                      | 25                                                                                      | 24                                                                                      | 36                                                                                      | 38                                                                                      | uit                                                                                     | 47                                                                                      | uit                                                                                     |

#### VlaamseRadio 2 Top 30
| Hitnotering: 07-10-1995 t/m 16-12-1995 | Hitnotering: 07-10-1995 t/m 16-12-1995 | Hitnotering: 07-10-1995 t/m 16-12-1995 | Hitnotering: 07-10-1995 t/m 16-12-1995 | Hitnotering: 07-10-1995 t/m 16-12-1995 | Hitnotering: 07-10-1995 t/m 16-12-1995 | Hitnotering: 07-10-1995 t/m 16-12-1995 | Hitnotering: 07-10-1995 t/m 16-12-1995 | Hitnotering: 07-10-1995 t/m 16-12-1995 | Hitnotering: 07-10-1995 t/m 16-12-1995 | Hitnotering: 07-10-1995 t/m 16-12-1995 | Hitnotering: 07-10-1995 t/m 16-12-1995 | Hitnotering: 07-10-1995 t/m 16-12-1995 |
| Week:                                  | 1                                      | 2                                      | 3                                      | 4                                      | 5                                      | 6                                      | 7                                      | 8                                      | 9                                      | 10                                     | 11                                     |                                        |
| -------------------------------------- | -------------------------------------- | -------------------------------------- | -------------------------------------- | -------------------------------------- | -------------------------------------- | -------------------------------------- | -------------------------------------- | -------------------------------------- | -------------------------------------- | -------------------------------------- | -------------------------------------- | -------------------------------------- |
| Positie:                               | 23                                     | 15                                     | 15                                     | 13                                     | 10                                     | 8                                      | 9                                      | 10                                     | 22                                     | 25                                     | 24                                     | uit                                    |

## Trivia
- Het nummer wordt gebruikt bij training voor reanimatie om het juiste ritme voor hartmassage aan te geven. Stayin' Alive heeft een ritme van 104 slagen per minuut, terwijl voor hartmassage een ritme van 100...120 wordt aanbevolen.
- Er was geen echte drummer bij de opname. De drumpartij bestaat uit een stukje uit het eerder opgenomen Night Fever dat steeds in een lus afgespeeld wordt. Als grap werd als drummer "Bernard Lupe" (zijn achternaam klinkt hetzelfde als loop, het Engelse woord voor lus) vermeld.[1]
- De inspirate voor het nummer zou komen door een aanvaring van 1 van de bandleden van de Bee Gees met een beer in Moskou [2]